# Nomokracja
Nomokracja – sposób rządzenia, w którym naczelną wartością jest przestrzeganie prawa.